# Berkatal
Berkatal é um município da Alemanha, situado no distrito de Werra-Meißner, no estado de Hesse. Tem 19,56 km² de área, e sua população em 2019 foi estimada em 1.463 habitantes.